# San Marino en los Juegos Olímpicos de Roma 1960
San Marino estuvo representado en los Juegos Olímpicos de Roma 1960 por nueve deportistas masculinos que compitieron en tres deportes.
El equipo olímpico sanmarinense no obtuvo ninguna medalla en estos Juegos.